# 長崎停留場
長崎停留場（日语：／ Nagasaki teiryūjō */?），是位於高知縣高知市大津，土佐電交通後免線的電車站。

## 歷史
此電車站在1911年（明治44年）1月，由土佐電交通的前身土佐電氣鐵道大津停留場（已廢止，參見領石通停留場）至後免中町通停留場之間開通，此電車站同時啟用。此電車站在1942年（昭和17年）一度暫停營業，於10年後恢復營業。
- 1911年（明治44年）1月27日 - 土佐電氣鐵道電車站啟用[1][2]。
- 1942年（昭和17年）7月29日 - 電車站暫停營業[2]。
- 1952年（昭和27年）10月15日 - 電車站恢復營業[2]。
- 2014年（平成26年）10月1日 - 土佐電氣鐵道、高知縣交通（日语：高知県交通）和土佐電Dream Service（日语：土佐電ドリームサービス）合併，土佐電交通成立[3]。成為土佐電交通的電車站。

## 電車站構造
此電車站借用了民居後門。電車站設有2面2線的相對式乘車處（千鳥式）。播磨屋橋方向的乘車處為安全島（月台），後免町方向的乘車處為於並行道路上，該處劃上了白線標示乘車處。

## 電車站周邊
在長崎山周邊設有一些民居。
電車站北邊與國道195號並行，在此站至小籠通停留場之間，後免線會進入南國市邊界，也會越過國道32號（高知東道路）。

## 相鄰電車站
土佐電交通
後免線
小籠通－長崎－明見橋

## 注腳
1. 1 2  《土佐電鉄が走る街 今昔》100・156-158頁
2. 1 2 3 4  今尾惠介（監修）. . 11 中国四国. 新潮社. 2009: 61. ISBN 978-4-10-790029-6 （日语）.
3. ↑  上野宏人. . 毎日新聞 (毎日新聞社). 2014-10-02 （日语）.
4. ↑  . 高知新聞社（日语：高知新聞社）. 1998: 83. ISBN 4-87503-268-4.
5. ↑  川島令三. . 【図説】 日本の鉄道. 第2巻 四国西部エリア. 講談社. 2013: 35・90頁. ISBN 978-4-06-295161-6 （日语）.
6. 1 2  《土佐電鉄が走る街 今昔》89-90頁